# سلطان عادل
سلطان عادل محمد عبد الله الأميري مواليد 4 مايو 2004، لاعب كرة قدم إماراتي يجيد اللعب في مهاجم مع نادي شباب الأهلي الإماراتي ومنتخب الإمارات.

## مسيرة اللاعب
بدأ مع نادي كلباء و مثل المنتخب الإماراتي في كأس آسيا 2023 وانتقل إلى نادي شباب الأهلي في صيف عام 2023 و أعير في نفس الموسم إلى نادي كلباء و عاد بعدها إلى نادي شباب الأهلي.

## روابط خارجية
- سلطان عادل على موقع قاعدة بيانات كرة القدم.إي يو (الإنجليزية)
- سلطان عادل على موقع ناشيونال فوتبول تيمز (الإنجليزية)
- سلطان عادل على موقع Soccerway.com (الإنجليزية)
- سلطان عادل على موقع GSA (الإنجليزية)